# Don & Co
Don & Co est un éditeur de jeux de société basé à Anvers en Belgique. Il édite les jeux du Projet Gipf, créés par Kris Burm.

## Quelques jeux édités
- GIPF, 1997, Kris Burm
- TAMSK, 1998, Kris Burm
- ZÈRTZ, 2000, Kris Burm, Mensa Select Mind Games  2000
- DVONN, 2001, Kris Burm, Mensa Select Mind Games  2002, International Gamers Awards  deux joueurs 2002, Games Magazine Awards  2003
- YINSH, 2003, Kris Burm, Mensa Select Mind Games  2004, Sceau d'excellence Option consommateurs  2006
- PÜNCT, 2005, Kris Burm